# Colobogaster lemoulti
Colobogaster lemoulti es una especie de escarabajo del género Colobogaster, familia Buprestidae. Fue descrita científicamente por Théry en 1946.